# Sva-ters
Sva-ters fue un grupo de música en valenciano surgido en Alcácer, municipio de la Huerta Sud. Su estilo es una combinación de rock clásico, ska, jazz, rumba y reggae, entre otros. Actualmente está formado por 13 miembros, de los cuales dos son cantantes o "dolçainers", dos guitarristas, un bajista, un batería, un percusionista, un saxofonista, dos trombonistas, dos trompetistas y un teclado. Casi todas sus letras tienen un tono satírico, como el mismo nombre y logo del grupo, aunque también tienen un gran mensaje reivindicativo. 
Entre los integrantes del grupo encontramos a Àlex, Guillem y Lluís como cantantes, Albert de guitarra, Fran como trompeta, Gusmà que toca el bajo, Reillo la batería, Sauco el trombón que falleció en 2023  y Carles en la percusión. Pero también hay una serie de integrantes que tocan en algún que otro concierto como Tonetti que toca la trompeta, Emilio el saxo, Pau batería y cantantes, Ximo la trompeta, Dani y Enric la guitarra. 
La característica que más predomina del grupo es la conexión que se establece con el público durante los conciertos, donde siempre esta presente la diversión. 
El nombre sigue el estilo de los grupos de Ska que anteponen la palabra SKA al nombre del grupo, esto nos da a entender que el grupo ya ha creado su propio estilo de música: el Sva. El Sva es un estilo fiestero, donde se mezclan muchos tipos de música para divertir a la gente. 

## Historia

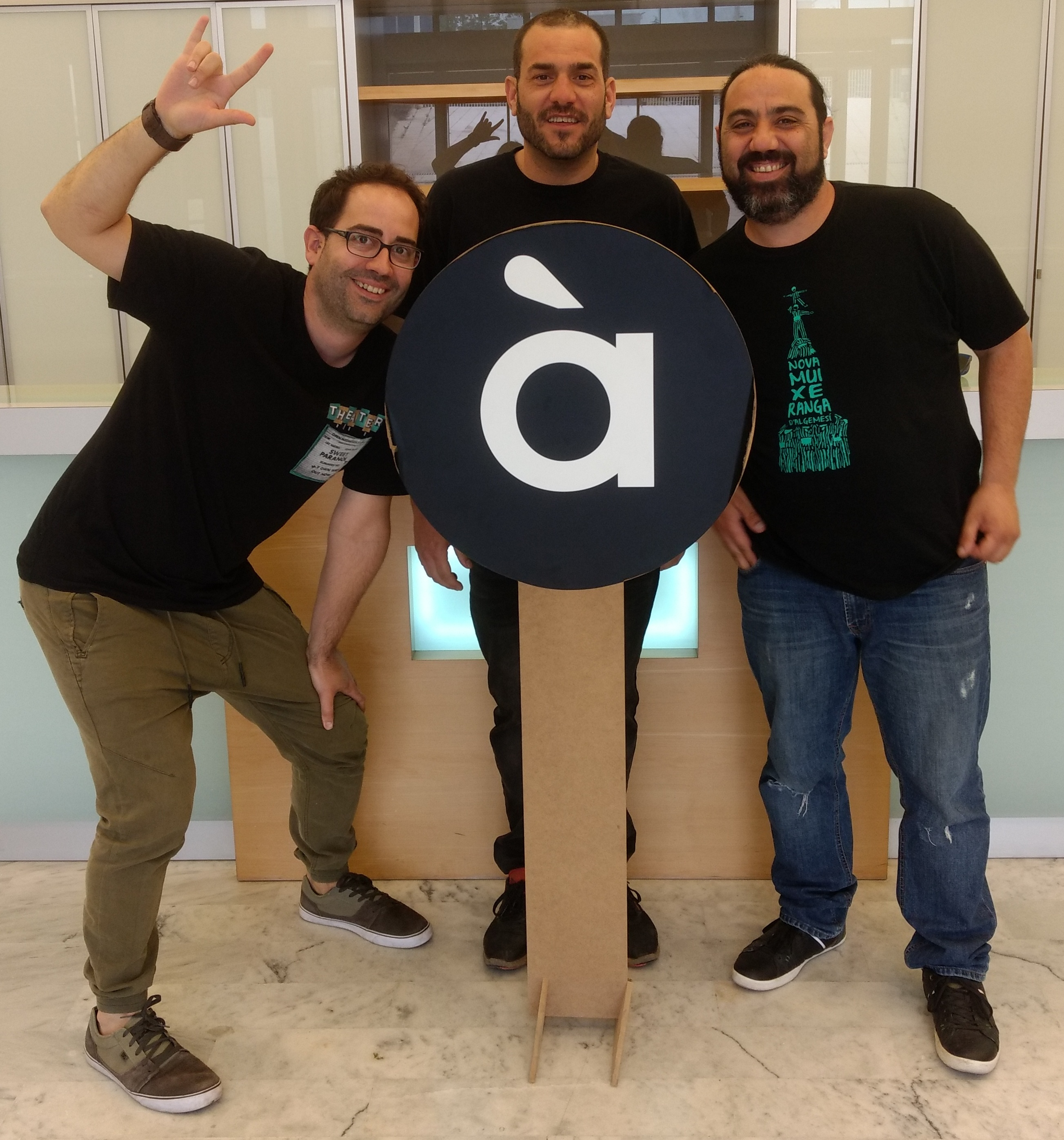
Sva-ters en À Punt

El grupo fue formado en octubre de 1998, en Alcacer. En sus orígenes eran sólo siete miembros, e hicieron su debut en diciembre del mismo año. Al principio los conciertos se celebraban en los pueblos de la Huerta de Valencia y la Ribera. Poco a poco empezaron a hacer conciertos por todo la Comunidad Valenciana expandiendo su música como Alicante, Pego, Oliva, Denia, Valencia, Carcagente, Alboraya o  Vinaroz; su alcance también llegó a  Cataluña como a Lérida, Gerona o Barcelona e incluso a otros sitios de España como Zaragoza o Villarrobledo. 
El grupo ofreció su último concierto en el campo de futbol del polideportivo de Alcácer el sábado 13 de abril con la actuación como teloneros de Bajoqueta Rock y Dj Macondo. El evento se denonimó "Sva-ters (Ara si que si)".  En este evento tocaron canciones de todos sus discos como El lio sva, Esperança, L'asmolador, La vida bonica y todas sus canciones icónicas. También sonaron versiones de grupos argentinos como Bersuit Vergarabat o Los Fabulosos Cadillac , siendo la última canción interpretada por el grupo Repúblika Alcassera. 

## Premios
Sva-ters han sido ganadores de, entre otros:
- "I Concurs JercRock"' en la acampada del Carrascar (2000)
- "IV Concurs de Música en Valencià" del "Consell Valencià de la Joventut" (2001)
- "Concurs Promocions 2002 de Radio Nova" al mejor grupo de la Comunidad Valenciana.
- Ganadores por votación popular al mejor grupo de la " VI Fira de música al carrer de Vila-Seca" (2005). [6]

## Discografía
Sva-ters tiene un total  tres discos: A foc (A fuego) , Berlangastyle, Sexe, Putxero y Rock and Roll, y Simis (Simios). 

### A foc (2002)
1. El lio Sva: 4:45
2. Què gos que sóc (Qué perro soy): 3:31
3. Del terreno: 4:49
4. Ni Karrefur ni Prika, a ca Pepica: 5:17
5. No vull aprendre a matar (No quiero aprender a matar): 3:16
6. Autodestrucció: 3:49
7. Fraguel Sva: 2:37
8. El rock Sva: 4:56
9. www.cabàs.com: 2:49
10. Rosselló: 4:40

### Berlangastyle (2006)
1. Askura el caldero: 3:39
2. Rumba d'amore: 6:31
3. Roac: 5:39
4. Esperança: 5:43
5. L'asmolaor: 5:45
6. Balada: 0:16
7. Capdesuropatia: 4:11
8. Primavera, estiu, tardor, hivern i primavera: 4:59
9. Superherois: 5:47
10. Vinyòtix, el druida: 5:56
11. República Alcassera: 4:52

### Sexe Putxero i Rock & Roll (2011)
1. Putxero Maxi disco Sva: 3:43
2. Follaoret: 3:28
3. El Pajarón: 4:32
4. Piu en alt: 3:42
5. No volem la teua ma: 3:45
6. Canvi climàtic sexual: 3:33
7. Vergonya: 3:09
8. Qui vol una aixà Rovellà: 3:44
9. L'arca del Samora: 3:51
10. La salsa me salió mal: 3:34
11. El plat de Glòria: 2:01
12. Me rente la pelila: 3:19

### Simis (2016)
1. El planeta dels Simis: 3:58
2. Buscarem (Qué perro soy): 3:31
3. Oh Dios!: 4:14
4. La vida Bonica: 5:19
5. Sheriff: 3:39
6. La putja: 4:40
7. Mala brossa: 4:51
8. Violetes: 4:00
9. Deixa'ns en pau: 2:12
10. Romanç a la cassalla: 4:33
11. Romaç del cec: 5:04
12. Hala mare: 3:53
13. La samarreta (en directe): 2:23